# Чуркино Большое
Чуркино Большое — деревня в Юрьевецком районе Ивановской области, входит в состав Михайловского сельского поселения. 

## География
Расположено на берегу реки Талка в 23 км на юг от центра поселения деревни Михайлово и в 32 км на юго-запад от районного центра города Юрьевец.

## История
Каменная церковь в селе была построена в 1888 году на месте ветхого деревянного храма 1793 года на средства Александра Алексеевича Разоренова, Матрены Ивановны Коноваловой и при помощи других доброхотных людей. Престолов была три: св. пр. Илии, св. бессребреников Космы и Дамиана и св. Николая чудотворца.
В XIX — первой четверти XX века село входило в состав Махловской волости Юрьевецкого уезда Костромской губернии, с 1918 года — Иваново-Вознесенской губернии.
С 1929 года село являлось центром Чуркинского сельсовета Юрьевецкого района Ивановской области, с 1979 года — в составе Махловского сельсовета, с 2005 года — в составе Костяевского сельского поселения, с 2015 года — в составе Михайловского сельского поселения.

## Население
| 1872 | 1897 | 1907 | 2002 | 2010 |
| ---- | ---- | ---- | ---- | ---- |
| 48   | ↗56  | ↗104 | ↘10  | ↘8   |

## Достопримечательности
В деревне расположена недействующая Церковь Ильи Пророка (1888).